# 比格爾斯威德
比格爾斯威德（英語：Biggleswade）是英格蘭貝德福德郡的一個城市，距倫敦市中心約有20英里。2011年，比格爾斯威德有人口約16,550人。